# Tsingtauer Werft

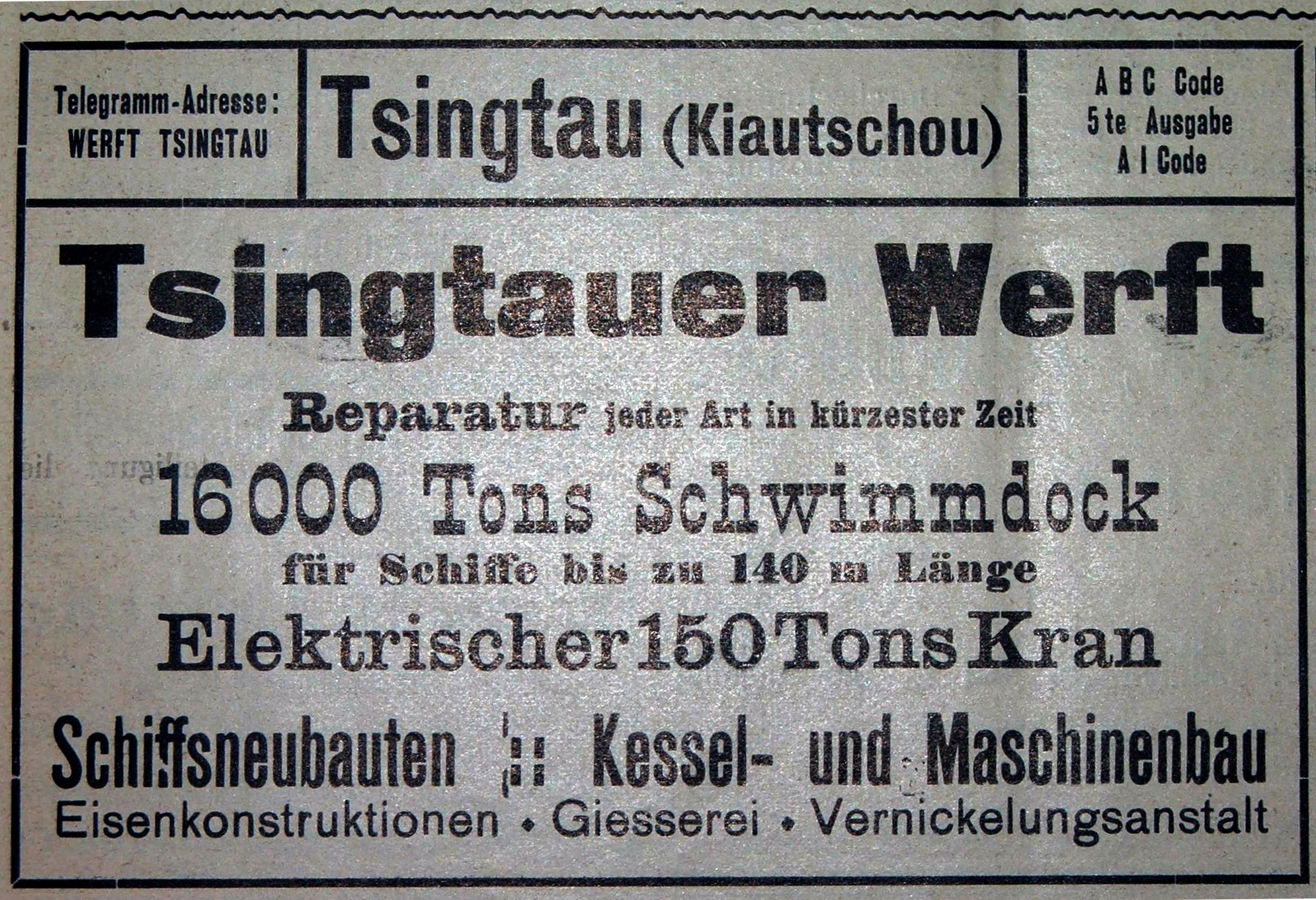
Zeitschriftenannonce aus dem Jahr 1913

Die Tsingtauer Werft wurde 1911 in Tsingtau (heute Qingdao) gegründet, war als Reparaturwerft tätig und baute kleinere Schiffe für den Bedarf der deutschen Kolonien Kiautschou und Deutsch-Neuguinea.

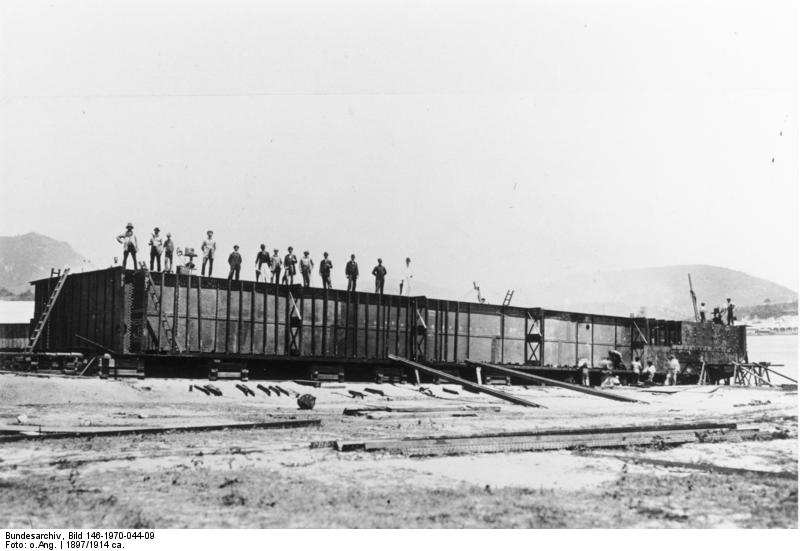
China, Tsingtau – Montage des Schwimmdocks

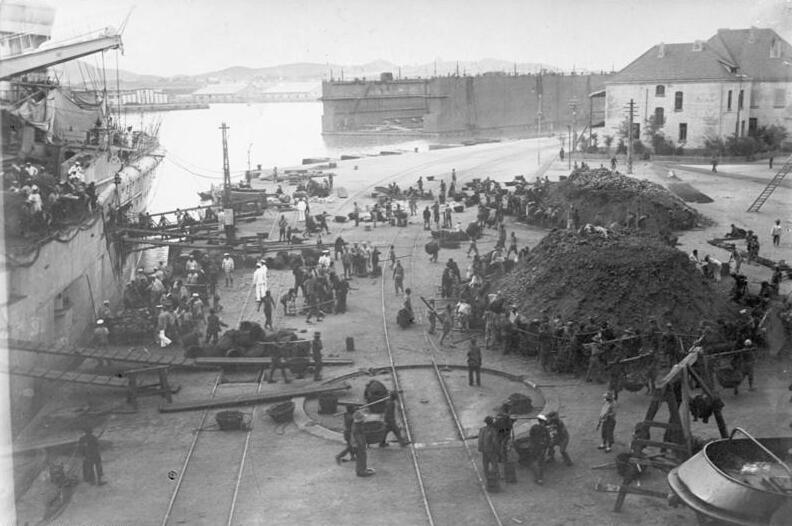
Tsingtau, Kohlenverladung auf der Werft

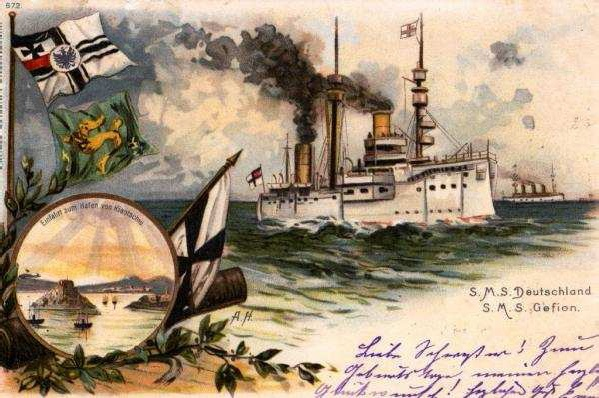
Die Panzerfregatte SMS Deutschland (1876) und der Kleine Kreuzer SMS Gefion (1893). Unten links die Hafeneinfahrt nach Kiautschou. (Lithographie)

## Kolonie und Hafen
Das Deutsche Schutzgebiet Kiautschou wurde 1897 gegründet, um für die Kaiserliche Marine einen Versorgungsstützpunkt in Fernost zu ermöglichen. Das Gebiet wurde vom Kaiserreich China an das Deutsche Reich verpachtet und befand sich im Süden der Shandong-Halbinsel an der chinesischen Ostküste. Es wurde als Voraussetzung für den geplanten Handel mit China betrachtet. 
Die Hafenstadt Tsingtau war die Hauptstadt der Kolonie. Rund 190 Schiffe mit 226.000 Tonnen Ladung wurden z. B. 1899 umgeschlagen, 1911 waren es rund 600 Schiffe mit 1,25 Mio. Tonnen Ladung und Kiautschou belegte den 7. Platz der chinesischen Häfen.

## Werft

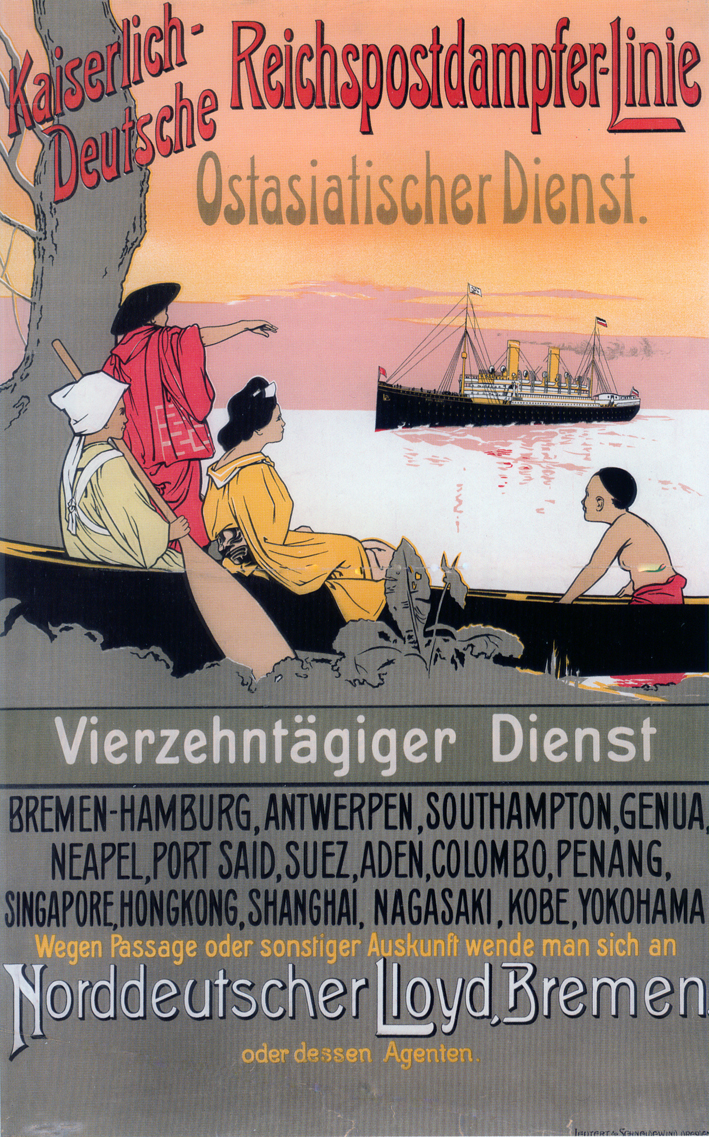
Werbeplakat des Norddeutschen Lloyd aus dem Jahr 1898 für die Reichspostdampfer-Linie

Das Hauptarbeitsgebiet der Werft war die Schiffsreparatur. Dazu wurde ein eigenes Schwimmdock vorgehalten. Es wurde aber auch Schiffsneubau betrieben. So entstanden bei der Tsingtauer Werft acht Schiffe bis 200 Tonnen, darunter der Eisbrecher Rynda, die Peilboote Peilboot III und Peilboot IV, die Regierungsyacht Nusa oder auch Schleppdampfer für die Kaiserliche Marine. Daneben diente die Werft auch als Kessel- und Maschinenbauunternehmen, dem Eisen- und Stahlbau, sowie als Gießerei und Vernickelungsanstalt.

## Postverbindung
Reichspostdampfer im Ostasiendienst der Feldherren-Klasse des Norddeutschen Lloyd verbanden Deutschland mit Shanghai, von hier wurde der Postdienst nach Tsingtau von der Reederei M. Jebsen 14-täglich und ab 1898 wöchentlich durchgeführt. Insgesamt war der Passagier oder die Post von Hamburg oder Bremerhaven nach Tsingtau 50 bis 60 Tage unterwegs.